# Alexej Alexejevič Brusilov
Alexej Alexejevič Brusilov (rusky Алексе́й Алексе́евич Бруси́лов, 7. srpnajul./ 19. srpna 1853greg. – 17. března 1926) byl ruský generál jezdectva známý naplánováním tzv. Brusilovovy ofenzívy v roce 1916.

## Život

### Dětství a mládí
Narodil se v Tiflisu, dnešním Tbilisi, jako syn aristokrata a byl od mládí určen k vojenské službě, protože pocházel z ruské důstojnické rodiny. Nastoupil už jako chlapec k pážecímu korpusu a poté absolvoval tradiční vojenskou kariéru, která nic nenapovídala o jeho výjimečnosti. Pokračoval jako důstojník u jízdního pluku na Kavkaze, sloužil v rusko-turecké válce 1877/87 a služebně postupoval. V mírových dobách postupně velel jezdecké divizi a armádnímu sboru. V roce 1906 dosáhl hodnosti generála jezdectva. Těsně před 1. světovou válkou se stal zástupcem velitele exponovaného Varšavského vojenského okruhu.

### Vojenské zkušenosti

#### Počátek první světové války
Výbuch první světové války jej paradoxně zastihl na dovolené v Německu. Rychle se vrátil a v srpnu 1914 již velel ruské osmé armádě. Jeho velkou výhodou bylo, že na rozdíl od svých kolegů, kteří měli v následujících měsících dokázat, že se ničemu nenaučili, Brusilov sledoval vývoj vojenské vědy a svoje rozhodnutí mu přizpůsoboval. Už na počátku války využíval výrazné dělostřelecké přípravy a věřil i v masové využití automatických zbraní, tehdy zejména kulometů. Během haličské operace roku 1914 pronikl se svojí osmou armádou z prostoru Proskurova až k hornímu Dněstru.
Jeho přátelé o něm tvrdili, že je z hlediska vojenského neobyčejně nápaditý a má nadání rychle řešit situace, které jiní považovali za předem ztracené. Na veřejnosti prý několikrát prohlásil, že je nutné více šetřit životy ruských vojáků. Dost často kritizoval dosavadní způsob vedení boje.

#### Bitva o Varšavu

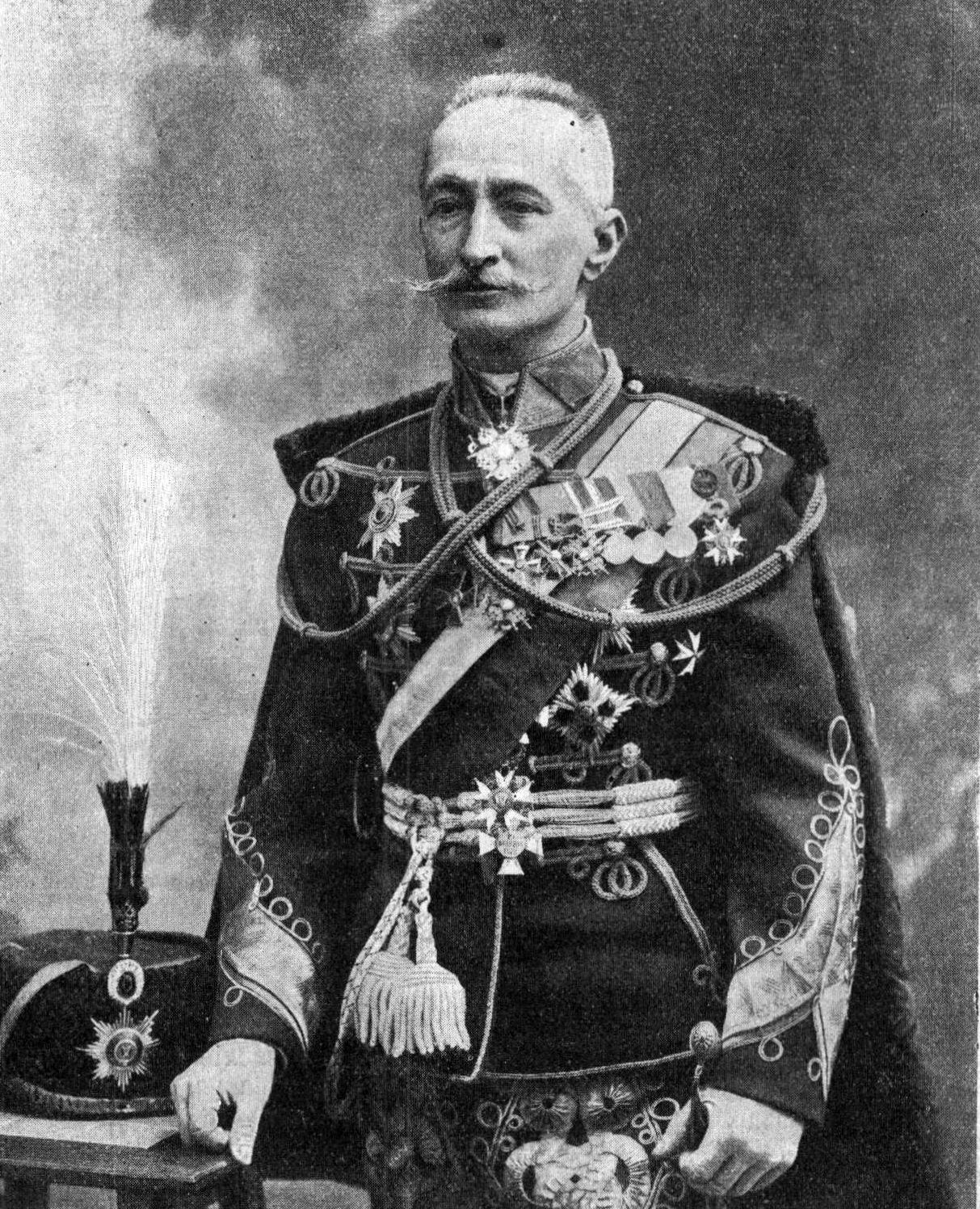
Alexej Brusilov v roce 1913

Rakouský kolaps na karpatské frontě uspíšil jednu z prvních strategických krizí války. Východní Prusko nebylo pro Němce bezpečné, neboť na vzdáleném jižním konci fronty Brusilov ohrožoval karpatské průsmyky. Německo narychlo vytvořilo devátou armádu pod vedením Hindenburga a Ludendorffa. Ta měla zaútočit přes horní tok Visly a vyrazit na Varšavu, centrum ruských operací na polské frontě. 23. září obdrželo ruské velitelství zprávu, že se německá devátá armáda soustřeďuje ve Slezsku a postupuje k Varšavě. Velkokníže Nikolaj na základě toho rozhodl stáhnout většinu svých sil a očekával německý postup. Brusilovova armáda byla zatím ponechána na místě, aby ohrožovala východní Karpaty. Byla to válka titánských rozměrů. Rusové, kterým začínaly docházet důležité posily, úspěšně přesunuli koncem září většinu svých jednotek poutaných v Karpatech do oblasti Varšavy, aniž vzbudili pozornost nepřítele. Rakušané se připojili k Němcům. V bitvě u Augustowa (29. září – 5. října) byl sice postup desáté ruské armády zadržen, ale její zásah do boje Hindenburga a Ludendorffa značně poplašil. Německá osmá armáda, po slávě Tannenbergu příliš sebevědomá, si nedělala hlavu s opevněním svých pozic a Rusové dosáhli jistých snadných taktických úspěchů, než byli zastaveni.

#### Zimní bitvy v Haliči a Karpatech
Bitva u Varšavy bezpochyby představovala ruské vítězství. Ačkoli nebyla završena obklíčením, jež plánovala stavka (ruské vojenské velitelství), demonstrovala ruskou nadřazenost v manévrovacím válčení. Během listopadu se Rakušané znovu vzchopili navzdory svým dřívějším neúspěchům a strašlivým ztrátám, jež byly jejich důsledkem, a v okolí Krakova provedli řadu protiútoků. Díky posilám dokázali v nepřehledných bojích a za velkých ztrát získat půdu severně od Visly mezi Krakovem a Częstochowou. Rusové však byli v převaze a po deseti dnech musel Conrad přiznat porážku a stáhnout své jednotky. Jižně od Krakova skončilo vše pro Rakousko-Uhersko ještě hůře. Protože na frontě v Karpatech chyběli vojáci nasazení u Krakova, zůstalo pět hlavních horských průsmyků otevřeno ruskému postupu. Brusilov obsadil Lupkowský průsmyk 20. listopadu a 29. listopadu čelil Boroevič, jeho rakouský protivník, vyhlídce na nepřátelskou ofenzívu proti Budapešti. Potom se štěstěna zcela neočekávaně obrátila na stranu Rakušanů. Conrad si všiml slabého bodu ve spojení ruské třetí armády, jižně od Krakova, s Brusilovou osmou armádou v Karpatech. Boje začaly 3. prosince a ve čtyřech dnech byli Rusové zatlačeni o 65 km. Potom se začaly objevovat nepřátelské posily a Conradův postup byl zastaven. Bitva u Limanowé-Lapanówa zničila ruský sen o postupu na Budapešť.

#### Brusilovova ofenzíva 4. červen – říjen 1916
Ruské armády v nešťastných bojích roku 1915 byly nuceny vyklidit území Polska, Haliče a části Pobaltí. Na počátku roku 1916, ještě před únorovou konferencí v Chantilly, stály ruské armády zhruba na linii Rižské předmostí – Freidrichstadt – Naročské jezero – Dubno – řeka Strypa – Dněstr a hranice Bukoviny. Od konference v Chantilly stál před ruskou frontou téměř kolosální úkol. Doplnit ohromné mezery v počtu mužů a v množství zbraní do začátku června, kdy má být zahájena všeobecná ofenzíva vojsk Dohody. Z funkce vrchního velitele ruských armád byl odvolán velkokníže Nikolaj Nikolajevič a v čele stál car Mikuláš II. Byla provedena reorganizace z původních 11 ruských armád do tří frontů, z nichž jihozápadní byl svěřen Brusilovovi.
Když Němci napadli Verdun, stavka se rozhodla pomoci spojencům zahájením východní ofenzívy a připoutáním části německé armády. Brusilovova armáda měla zůstat na hranicích s Rumunskem. Zbytek ruské armády zatím neúspěšně bojoval v Litvě proti dobře opevněné německé armádě. Došlo k velkým ztrátám na ruské straně a car nakonec 30. března ruskou ofenzívu zastavil.
Ruská válečná rada zasedající 1. dubna 1916 v Mogilevu rozhodla, že dva fronty vedené generály Kuropatkinem a Evertem, zaútočí na německá vojska a Brusilovova armáda sehraje roli defenzivní. Generál Kuropatkin byl proti ofenzívě. K situaci se měl vyjádřit Brusilov. Ten kritizoval nedostatečnou vybavenost ruské armády. Neviděl důvod, proč by se neměl ofenzívy zúčastnit. Kritizoval dosavadní taktiku ruských armád a prohlásil, že hlavní slabinu všech dosud provedených operací vidí v tom, že ruské armády neútočí najednou, po celé délce fronty. Náčelník generálního štábu Alexejev s tím souhlasil, ale nemohl mu slíbit potřebnou munici.
Přípravu ofenzívy skončil Brusilov kolem 10. května a 19. května byl schopen ji zahájit. Tou dobou se však postoj stavky k ofenzívě náhle změnil. Italská vojska jsou tou dobou pod náporem Rakušanů poražena u Tridentu a Italové žádají cara o ruskou ofenzívu. Alexejev posílá Brusilovovi telegram s požadavkem zahájení ofenzívy. Brusilov souhlasí, ale klade si podmínku, že na jeho ofenzívu musí navázat nejpozději do týdne ofenzíva generála Everta. Ten bude připraven vyrazit až k 1. červnu, a proto Brusilov posouvá začátek své ofenzívy na 22. květen. Generál Evert není schopen zahájit ofenzívu do týdne od okamžiku, kdy ji zahájí Brusilov. Podrážděný Brusilov to sděluje náčelníku generálního štábu Alexejovi, jenž mu rozpačitě odpovídá, že Evert bude snad připraven až 10. června. Na Brusilova tedy připadá datum 4. června. 31. května vydává stavka rozkaz k zahájení všeobecné ofenzívy na celé ruské frontě. Zahájit ji, vést hlavní úder směrem na Luck a po dobytí města se obrátit směrem na Kovel má generál Brusilov.
4. června 1916 ve 4:30, začala na východní frontě ofenzíva, jež se měla stát poslední skutečně účinnou vojenskou akcí Ruska na evropské scéně během 1. světové války. Měla hlavně poutat síly centrálních mocností a odlehčit západní frontě. Brusilovova jižní skupina se měla původně držet obrany, jelikož její fronta se k ofenzívě nehodila. Právě to však Brusilov považoval za důvod k ofenzívě – poněvadž tím vznikla možnost překvapení – a jako příčinu minulých neúspěchů uváděl, že ruské armády nepříteli umožnily využít jeho středová postavení, když neútočily společně. Výsledkem této diskuse bylo svolení, aby jednal podle svého, a se silami, které měl, provedl ofenzívu k odvrácení pozornosti nepřítele od hlavního úderu, který byl plánován na severu.
5. června ruská osmá armáda přemohla rakouskou čtvrtou, která bránila město Luck, postupovala dál, aby obsadila toto komunikační středisko a zastavila se až šedesát pět kilometrů za výchozím postavením. Brusilovovy úspěchy přiměly náhle stavku k úvahám, jak využít generálova nenadálého postupu na jihozápadní frontě.
Další ruský útok začal 7. června v 8 hodin ráno. Jeden z Brusilovových generálů Kaledin zaútočil nejprve na severní, později na jižní část luckého předmostí. Rakouské a maďarské jednotky kladly Rusům jen chabý odpor.
Velitelství 4. armády vydalo ještě týž večer nový rozkaz, podle něhož nově rozmístilo všechny čtyři armádní sbory na západním břehu řeky Styru. Odpoledne 8. června překročily Kaledinovy jezdecké oddíly mosty přes Styr. Rakouská armáda se zatím stačila u Lucku zakopat. Brusilovova ofenzíva dostala první povážlivou trhlinu v době, kdy se po celém Rusku začaly šířit radostné zprávy o jeho ohromném úspěchu. Alexejev znovu povolil generálu Evertovi, který stál na pravém křídle Brusilovovy armády, nový odklad ofenzívy až na 17. červen. Brusilov tedy musel spoléhat jen sám na sebe, na své vojáky a důstojníky.
10. června byl zahájen všeobecný ústup rakouských vojsk na jihozápadním frontu. 14. června se Brusilov rozhodl provést novou ofenzívu. Ta se rozdrobila na lokální útoky, prováděné hlavně v severní a jižní části jeho frontu.
Brusilovovou povinností bylo provést útok na linii Kobrin – Pružany. Měl sice dostat posily, ale málo vycvičené. 16. června generál Linsingen zahájil protiofenzívu proti Lucku.
Překvapení však přichystal nejen jemu, ale i stavce generál Lečickij na nejjižnější části Brusilovova jihozápadního frontu. V polovině června zaútočil na městečko Černovice a 19. června jej dobyl. Bez Brusilovova vědomí se rozhodl dobýt a obsadit celou Bukovinu a tlačil před sebou Rakušany směrem ke karpatským hřebenům.
Evert odložil slíbený útok opět na neurčito. Byla vytvořena nová 4. armáda, která měla zaútočit na Vilno, aby 23. června mohl Brusilov konečně zaútočit na Kovel. Na obou stranách fronty si získal Brusilov uznání a úctu, nazývali ho novodobým Suvorovem. Přesvědčil svět o slabosti rakouské armády.
Začátkem července ruské armády severně od Pripjaťských bažin zahájily ofenzívu, těžily z Brusilovova úspěchu a ze zmatku panujícího v rakouském a německém vrchním velení. Evertova ofenzíva proti německým jednotkám byla brzy zastavena, ale Brusilovova armádní skupina zužitkovala svůj úspěch z července a srpna až do září.
28. července byly zahájeny mohutné útoky ruských armád v oblasti Stochodu. V říjnu ruská ofenzíva pomalu dohasínala.

### Rok 1917 a později
Po únorové revoluci 1917 byl jmenován vrchním velitelem, který se snažil upevnit morálku rozkládající se ruské armády tresty smrti pro mírové agitátory. V průběhu nezdařené letní „Kerenského ofenzívy“ nezklamala jeho očekávání snad jen československá střelecká brigáda v bitvě u Zborova a u Tarnopole, což dal najevo uznáním jejímu nejvyššímu veliteli a předsedovi Československé národní rady T. G. Masarykovi, dlejícímu a organizujícímu československé legionáře na Rusi od května 1917 do března 1918 (v hlavním štábu v Mogilevu se mj. poklonil před Masarykem, až po pás - „klaním se hluboce před Vašimi vojáky“)
.
„Červencové události“ přiměly Alexandra Fjodoroviče Kerenského, jediného faktického vůdce vlády, aby nahradil Georgije Lvova ve funkci premiéra. Jako ministerský předseda také rozhodl Brusilova nahradit, ačkoliv jej předtím v květnu jmenoval vrchním velitelem.
Po listopadovém bolševickém převratu v roce 1917 se odmítl přidat k „bílým“ a odmítl i opakované výzvy, pravděpodobně protože v roce 1919 byl jeho syn, kapitán bolševické rudé jízdy, zajat „bílými“ a popraven. Roku 1920 se dokonce uvolil předsedat sboru vojenských specialistů při vrchním velení ruské Rudé armády. Třebaže političtí komisaři tyto specialisty obviňovali ze sabotáže, vítězství v občanské válce by bylo bez nich nemyslitelné. On sám dokonce využil protipolské psychózy k výzvě pro bývalé carské důstojníky, aby vstupovali do Rudé armády. V letech 1923–1924 působil jako generální inspektor jezdectva.
Zemřel roku 1926. Bolševická vláda mu nechala uspořádat státní pohřeb, jehož se účastnili zástupci jak bolševické strany a Rudé armády, tak přežívající kněží, někteří aristokraté a jeho blízcí přátelé.[zdroj?] Jeho druhá žena Naděžda (1864–1938) je pohřbena v blízkosti chrámu Zesnutí přesvaté Bohorodice na pražských Olšanských hřbitovech.

## Vztah k vojákům
Jako jeden z mála ruských generálů měl Brusilov velmi citlivý vztah k řadovému vojáku. Ve svých Pamětech dostatečně popsal, jakým utrpením musel voják carské armády projít: „Začali jsme si také stěžovat na nedostatek oděvů, obuvi a výstroje a nakonec začala být nedostatečná i strava. Byli jsme nuceni svou technickou zaostalost v nástrojích nahrazovat zbytečnou krví, kterou jsme hojně zalévali bojiště, nemajíce jiných prostředků boje. Armády, které v roce 1916 projevily zázraky statečnosti a neomezené oddanosti Rusku, spatřily jako výsledek svých bojů žalostný konec, který přičítaly nerozhodnosti a neschopnosti nejvyššího velení. Temné jitření všech myslí v zázemí mimoděk se odráželo na frontě a lze říci, že v únoru 1917 celá armáda byla připravená k revoluci, na jedné frontě více, na druhé méně. Hesla vydaná později bolševiky „za dělnickorolnickou vládu“ a „pryč s kapitalistickými měšťáky“ byla lidu zcela srozumitelná a přijatelná. Spravedlivě znova řeknu, že dosud nedovedu pochopit kadetů, menševiků a eserů, kteří vzájemně se požírali, zápasili o vládu a horlivě bořili základy, na kterých, jak se domnívali, pevně seděli. Ať to bylo jakkoli, konali jsme dál svou těžkou práci.“